# Комната карт

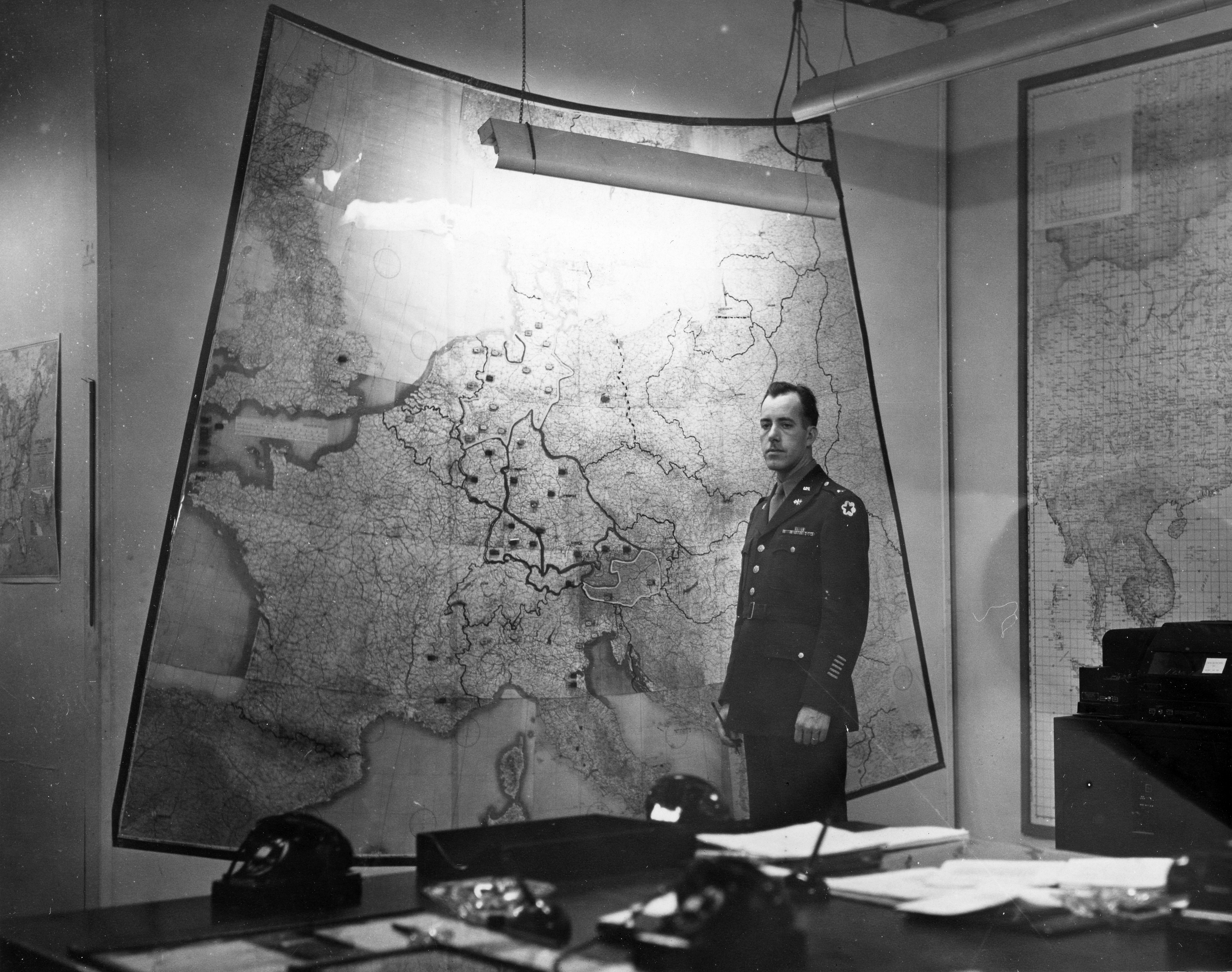
Комната карт, около 1943 года

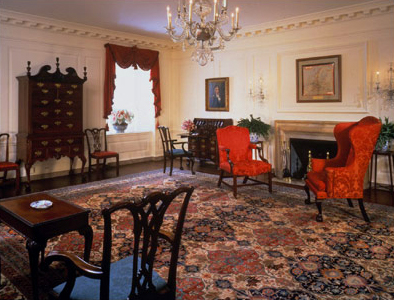
Комната карт, юго-западный угол, время Билла Клинтона.

Первый этаж Белого дома с указанием местонахождения Комнаты карт

Комната карт — это комната на первом этаже Белого дома, официальной резиденции президента США.

## История
Комната карт получила свое название от ее использования во время Второй мировой войны, когда Франклин Рузвельт использовал ее как ситуационный зал, где сверялись с картами, чтобы отслеживать ход войны. Позднее для этих целей позже появилась Ситуационная комната в Западном крыле.
Первоначально комната была обустроена при администрации Теодора Рузвельта в рамках реконструкции Белого дома фирмой Маккима, Мида и Уайта. Бывшая бильярдная была превращена в формальное помещение.
В ходе реконструкции Белого дома Трумэном (1949—1952) комната была обшита панелями в позднем георгианском стиле деревом, распиленным из несущих брусьев 1816 года, использованных в Белом доме. В 1970 году под руководством первой леди Пэт Никсон и куратора Клемента Конгера (Clement Conger) комната претерпела капитальный ремонт. Она превратилась из офиса в гостиную, и осталась таковой по сей день. В 1994 году комната снова была отремонтирована.

## Обстановка
Комната обставлена в стиле английского краснодеревщика Томаса Чиппендейла. Мебель включает два кресла с мягкими спинками, которые, возможно, были изготовлены краснодеревщиком из Филадельфии Томасом Аффлеком (Thomas Affleck).

## Использование
Во время правления Кеннеди эта комната использовалась куратором Белого дома в качестве офиса для каталогизации пожертвованной мебели и предметов. Сегодня комната используется для телевизионных интервью, небольших чаепитий и публичных встреч.

## Мероприятия
- Генри Киссинджер и Анатолий Добрынин часто встречались в картографическом зале для обсуждения ядерных кризисов во время холодной войны[8].
- 17 августа 1998 года здесь Билл Клинтон дал показания независимому адвокату Кену Старру и его заместителям относительно его роли в скандале с Моникой Левински. Показания были записаны на пленку по кабельному телевидению, а затем показаны по национальному телевидению. Клинтон был первым действующим президентом, давшим показания под присягой, когда против него шло расследование[9].
- 21 января 2009 года на следующий день после инаугурации Барака Обамы председатель Верховного суда Джон Робертс повторно принес Обаме конституционную присягу в этой комнате. Это было сделано из осторожности по совету юрисконсульта Белого дома после того, как Обама и Робертс накануне изменили некоторые части предписанной конституцией присяги[10].
- 18 февраля 2010 года Барак Обама встретился с Далай-ламой XIV в Комнате карт. Место встречи отличается от того, где Обама обычно встречался с иностранными высокопоставленными лицами. Обычно такие встречи проходили в Овальном кабинете[11].
- 3 ноября 2020 года самые высокопоставленные помощники предвыборной кампании Дональда Трампа использовали Комнату карт в качестве командного центра кампании в ночь выборов. Это был по крайней мере второй раз, когда кампания нарушила традицию никогда не использовать Белый дом в политических целях после использования Южной лужайки для выступления на Национальном съезде Республиканской партии в августе[12].